# مانويل كارمو
مانويل كارمو (بالبرتغالية: Manuel Carmo‏) هو مؤلف ورسام برتغالي، ولد في 1958 في لشبونة في البرتغال، وتوفي في 2015.